# Castelo de Santo Antón
O castelo de Santo Antón é um castelo construído no século XVI que fazia parte, junto com o Castelo de Santa Cruz (em Liáns) e o Castelo de San Diego (em Oza, hoje desaparecido), duma rede estratégica de castelos e baterias para a defesa da cidade da Corunha. Foi declarado Monumento Histórico Artístico em 1949 e desde o ano 1994 passou a ter o estatuto de Ben de Interese Cultural na categoria de monumento. Desde a sua inauguração no ano 1968 acolhe o Museu arqueológico e histórico da Corunha.

## História
No espaço hoje ocupado pelo castelo, e que era um ilhote próximo ao porto da Corunha, havia a finais da Idade Média uma capela dedicada a Santo Antão e nela isolavam-se os navegadores que tinham o mal conhecido como lume de Santo Antón (ergotismo), sendo também utilizado depois como lazareto.

### Precedentes

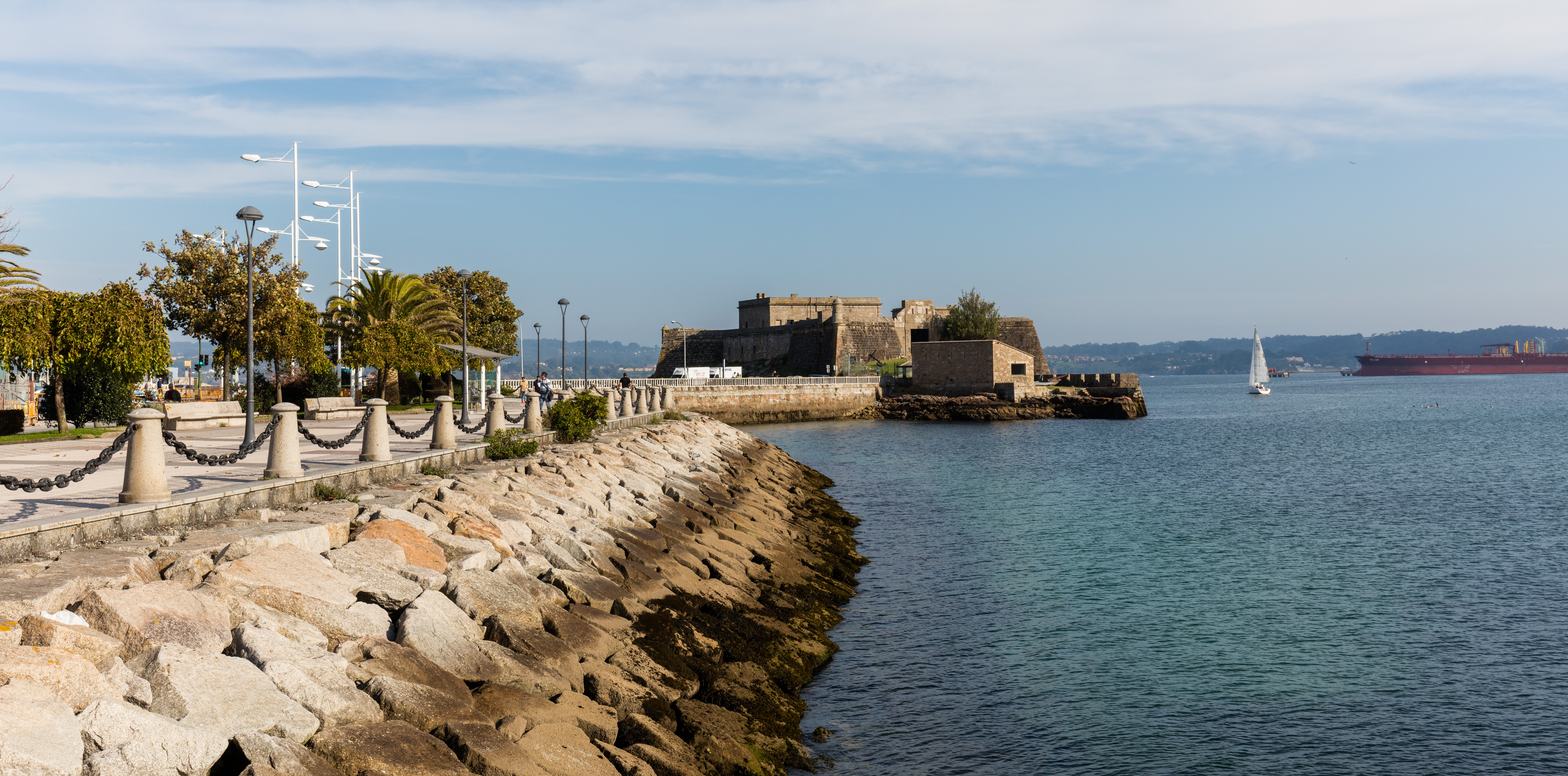
Outra vista do castelo.

Na visita à Corunha de Carlos V de 14 de abril de 1520, o Consello da cidade comunicou-lhe a necessidade existente de contar com uma boa defesa para resistir ao ataque de barcos ingleses e co objetivo de obter a permissão para a construção duma Casa da Contratação, pedido que fora feito pela nobreza e clero galego nesse mesmo ano, já que desde 1503 o  comércio com a América estava centralizado na Casa de Contratação de Sevilha.
Com o regresso da expedição de Fernão de Magalhães e Juan Sebastián Elcano em setembro de 1522, o Consello da Corunha fez chegar um memorando ao emperador Carlos V, solicitando que o seu porto fosse a base comercial do novo caminho aberto.
Finalmente o imperador concedeu a Casa de Contratação à cidade galega a 22 de dezembro de 1522, facilitando o comércio com o norte da Europa.

### Construção

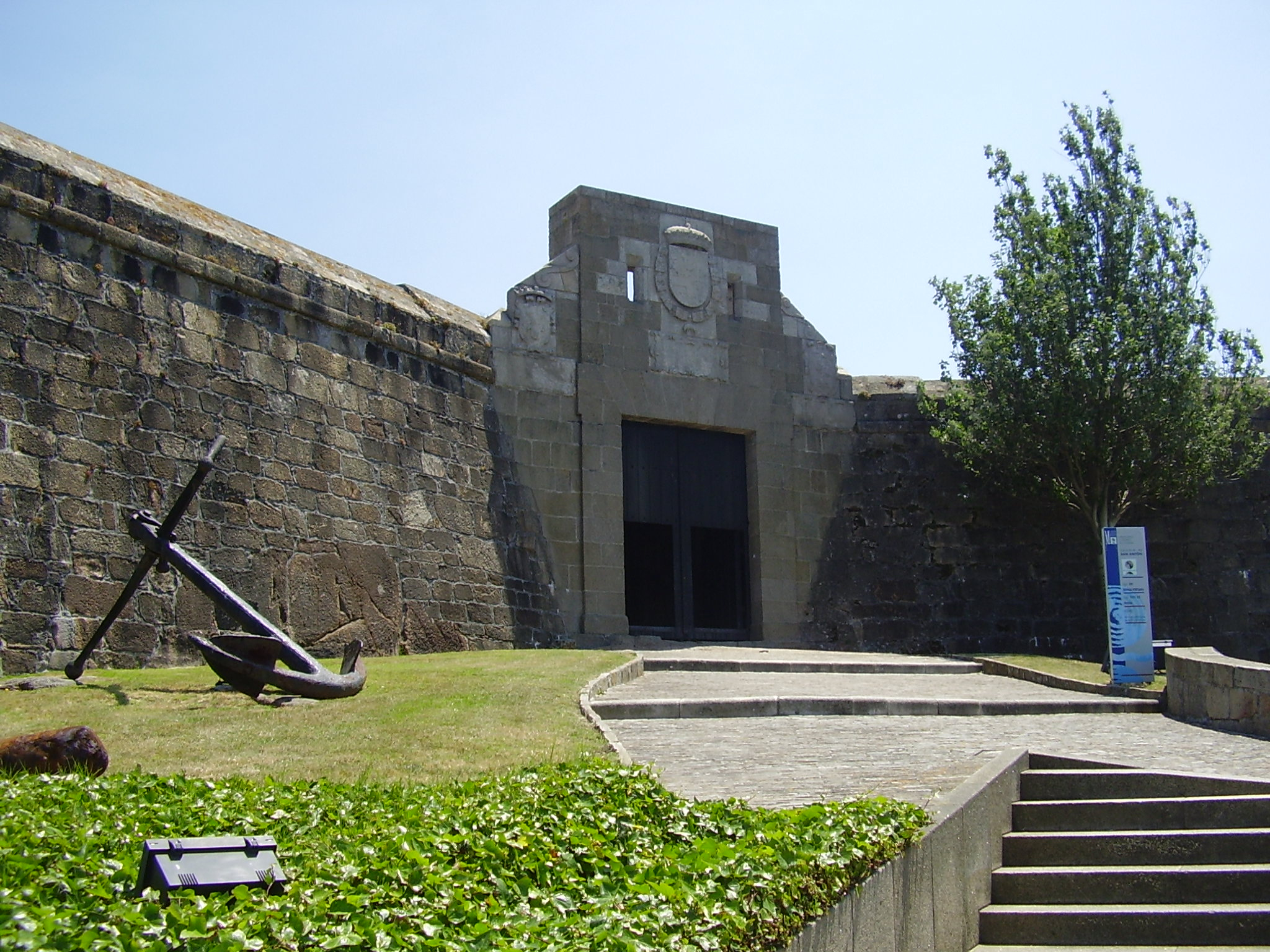
Entrada do castelo.

No ano de 1528 escolheu-se a ilha de Santo Antón como lugar para a construção duma fortaleza. Nesse ano receberam-se na Corunha carta e previsões reais, nas quais o imperador mandava que se levanta-se uma fortificação.
O engenheiro Fratín, inspecto de fortificações de Felipe I, referendou o lugar em 1581 e o rei autorizou a sua construção, que foi accionada pelo professor da Real Academia de Matemáticas, o engenheiro alferes Pedro Rodríguez Muñiz, que estava na Galiza ao serviço do capitão-general marquês de Cerralbo.
A obra começou em 1587, tal e como indica uma inscrição situado dentro do escudo do marquês de Cerralbo da portada da fortaleza.

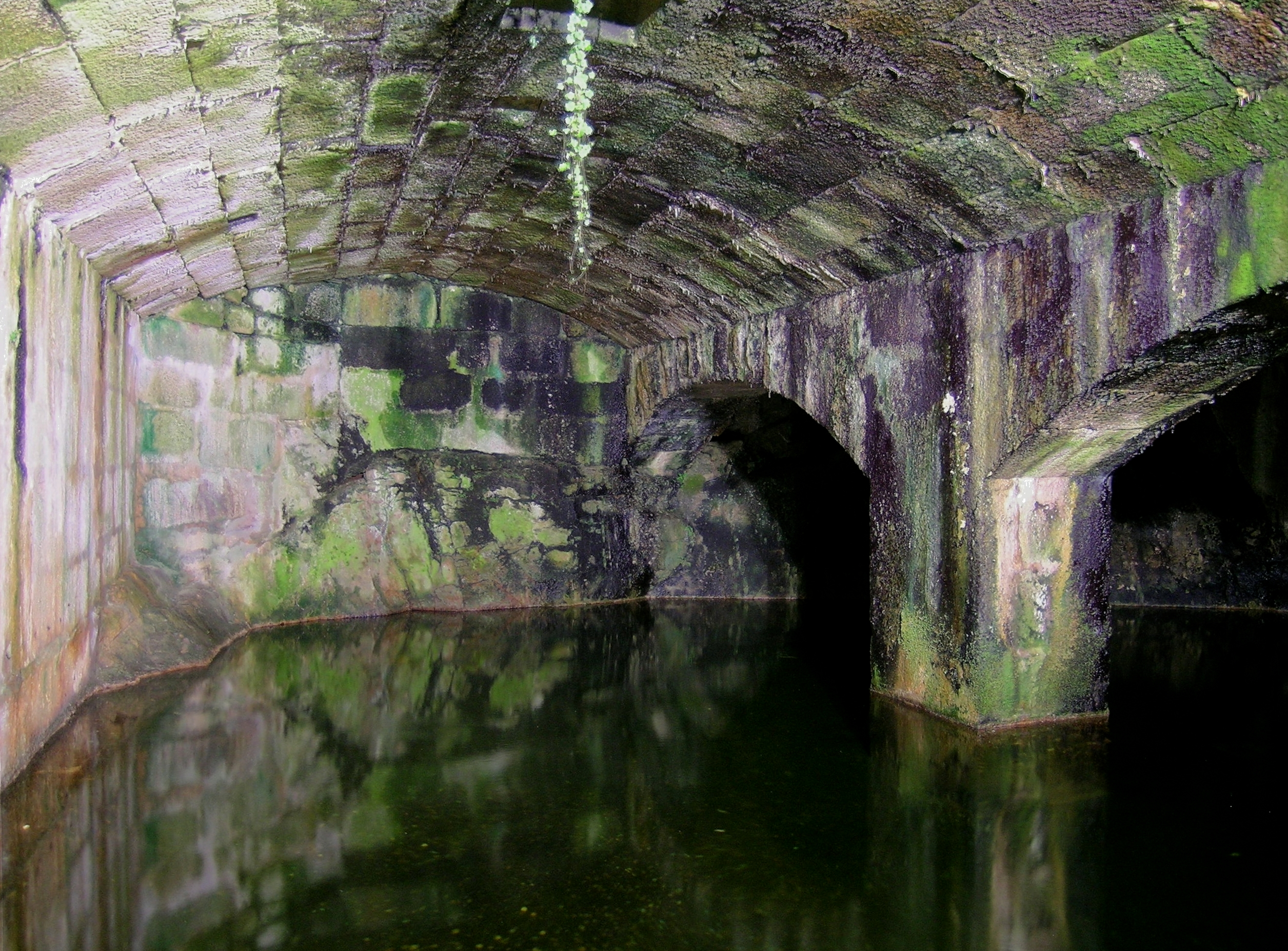
Algibe no interior.

Desenhou um modelo italiano adaptado a uma ilha. Algum documento fala do uso para a construção de perpianhos da escada exterior estragada da Torre de Hércules. A pedra da antiga muralha da cidade também foi utilizada para a sua construção.
Em 1590 o rei Felipe I ordenou ao seu arquitecto Tiburcio Spinochio que continuasse e findasse as obras do castelo que foram interrompidas pelo ataque de Francis Drake. Deste jeito remataram nesse mesmo ano as obras, com a construção dos alojamentos para as tropas, o algibe e a torre que defende a porta.
A sua construção prolongou-se desde o século XVI a boa parte do XVII, períodos durante os quais a cidade viu partir a Armada Invencível, teve de enfrentar os ataques ingleses (Drake em maio de 1589) e ao assédio da frota do arcebispo de Bordéus em 1639.

### Batalhas

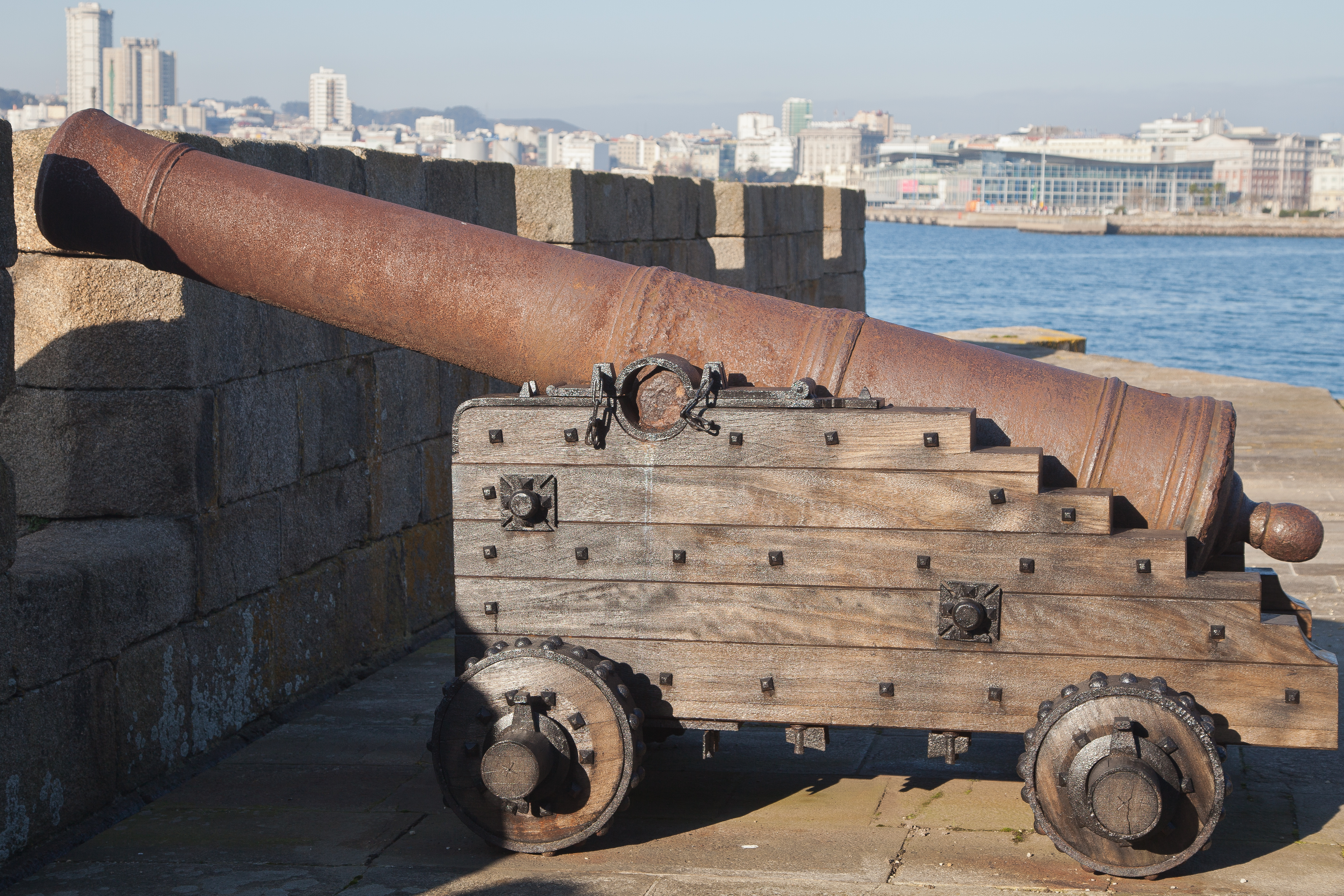
Uma das peças de artilharia.

Durante o ataque de Francis Drake à cidade foram duas companhias de soldados e várias peças de artilharia as que defenderam com eficácia o flanco sul da Cidade Velha desde o castelo sem minguar.
Em 1639 a frota do arcebispo de Bordéus atacou a cidade. O fogo cruzado da artilharia deste castelo e a do desaparecido de San Diego teve um papel importante na defesa.

### Lazareto e cadeia
Dos séculos XVI ao XVIII foi um edifício defensivo e cadeia, e mais tarde foi empregado como lazareto para isolar os marinheiros que chegavam à cidade afectados por alguma doença infecciosa.

### Reformas do século XVIII

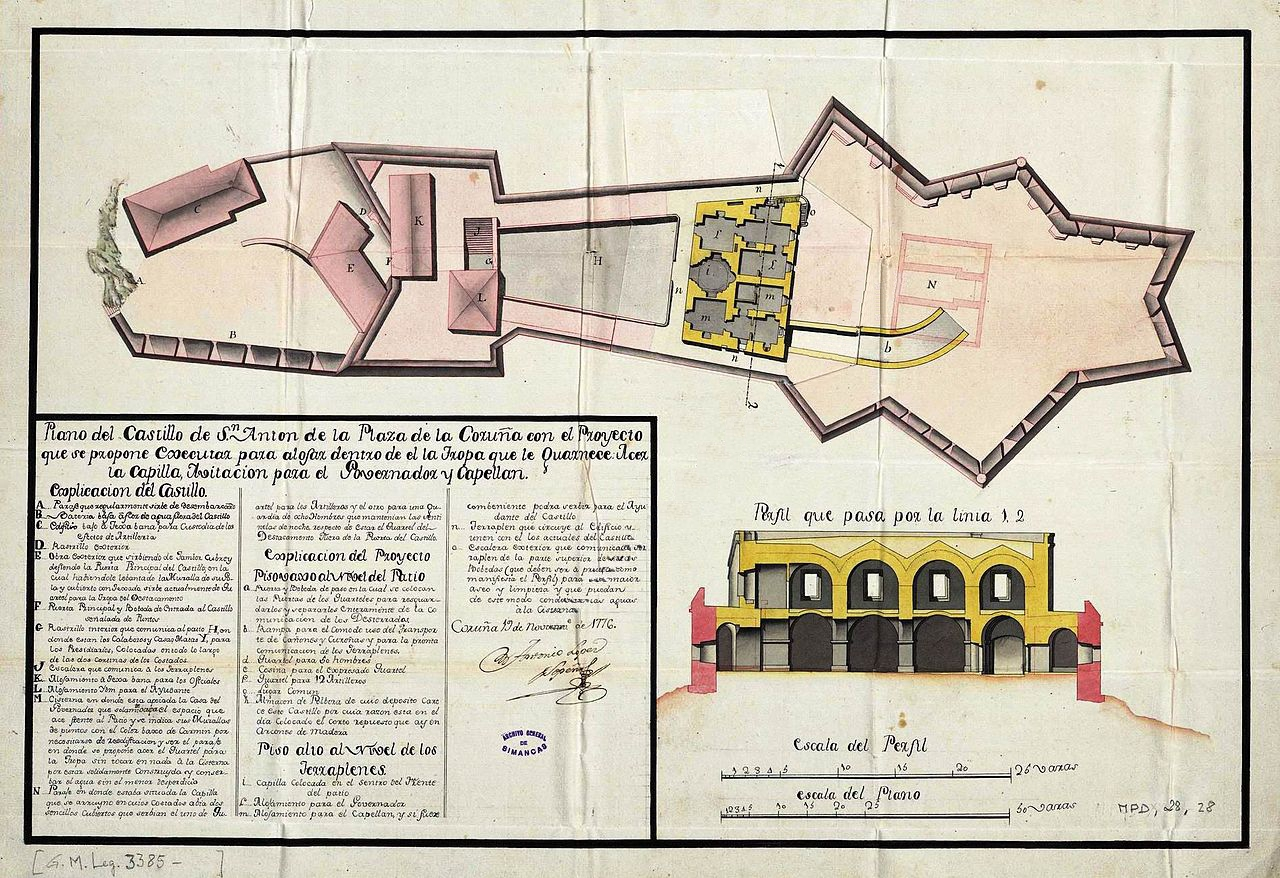
Plano de Antonio López Sopeña, 1776.

A fortaleza sofreu reformas importantes desde 1777 para instalar nela o Corpo de Engenheiros do Exército, reformas nas que quais construiram-se uma bateria baixa, um pequeno porto, uma capelas, ameias e a casa do governador. Estas reformas foram necessárias por causa do castelo ter ficado obsoleto defensivamente porque os navios do século XVIII eram mais alto do que o castelo, pelo que as plataformas deste ficavam desprotegidas.

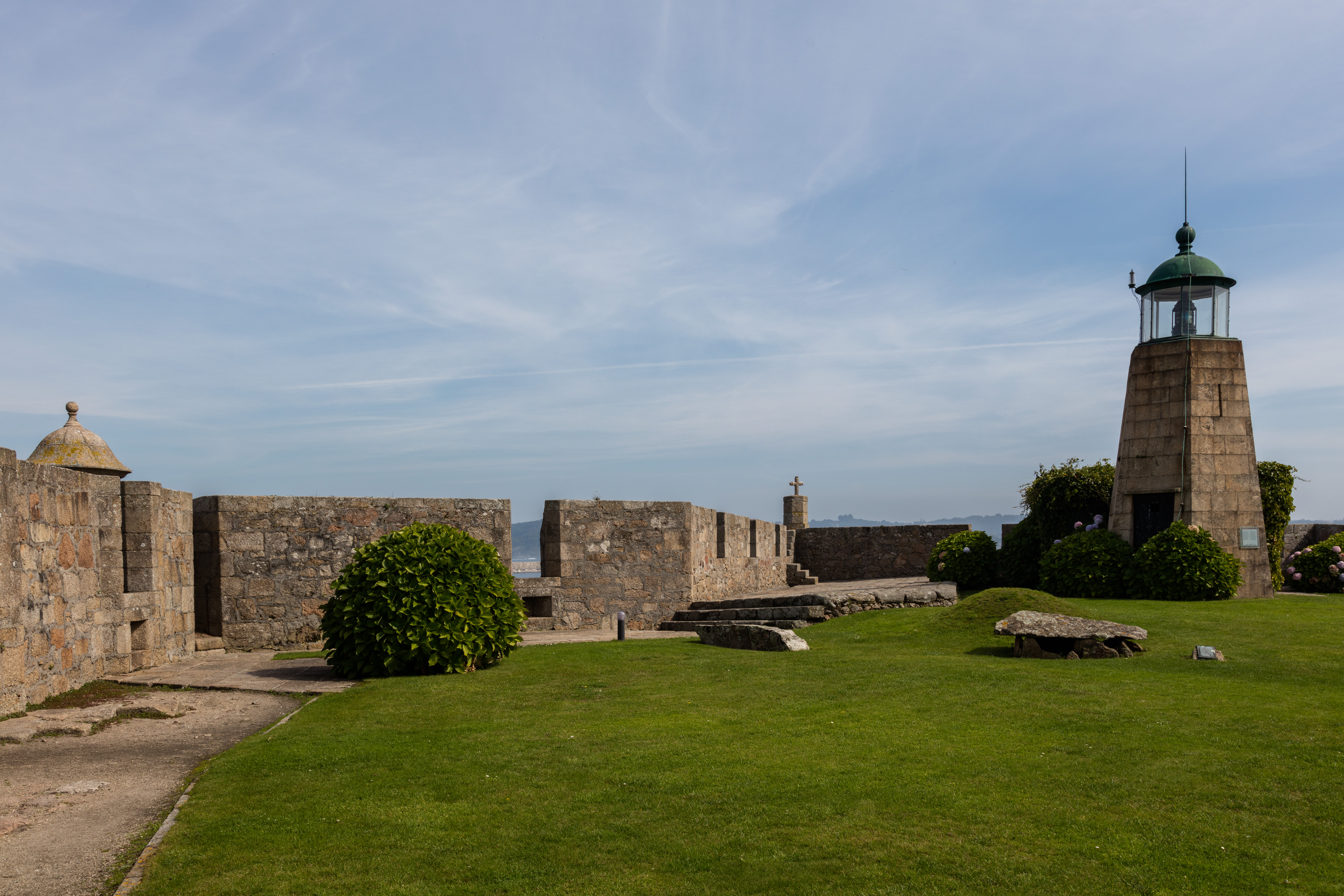
Plataforma do castelo.

Desde começos do século XVIII até ao século XX foi usado como cadeia. Durante esses anos por aquela prisão passaram reclusos célebres como o marechal de campo Juan Díaz Porlier; o tenente-general Antonio de Villaroel em 1716; Alessandro Malaspina desde 1786 até 1803; Melchor de Macanaz (ministro de Felipe V da Espanha) durante quatorze anos e Pedro de Macanaz (ministro de Fernando VII e neto do anterior) em 1822.

### Século XX
Nos anos 40 deste século a ilha uniu-se à terra miante uma prolongação do molhe das Ánimas.
Em 1960 foi cedido pelo Ministério do Exército ao concelho da Corunha, para albergar um museu que, depois da realização de obras de reforma desde 1964 dirigidas por Pons Sorolla, abriu as suas portas em 1968. Em 1975 foi nomeado director Felipe Senén López.
A temática do espaço do museu é a arqueologia e acolhe peças de ourivesaria proto-histórica, do megalitismo, da Idade de Bronze na Galiza, da cultura castreja, da romanização da Galiza e outras relacionadas com a cidade.

## Descrição

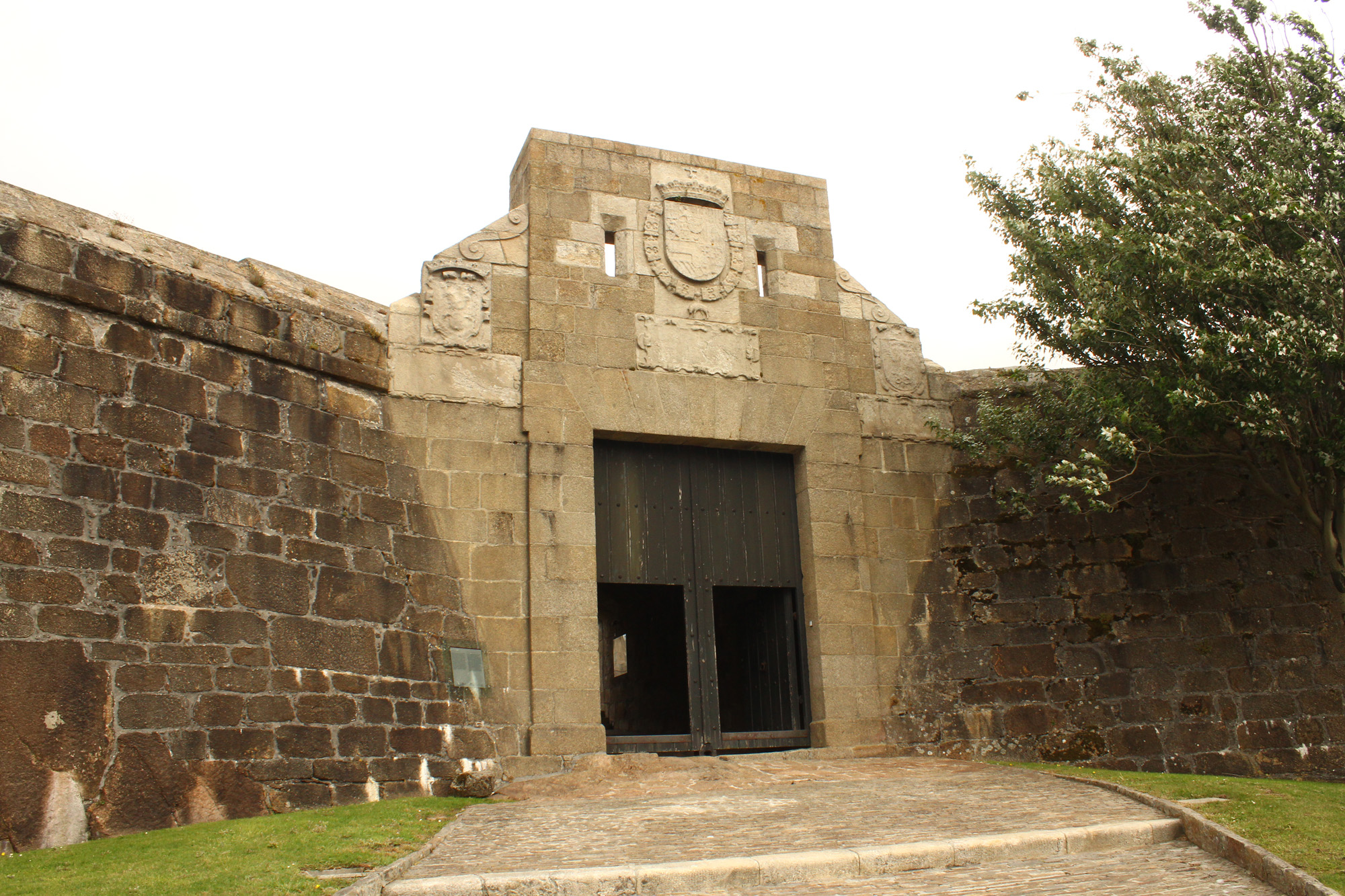
Entrada do castelo com os escudos.

É uma fortaleza construída no século XVI na entrada da baía da Corunha. Os seus predecessores formais topam-se nos castelos italianos de começos do século XVI, construídos por engenheiros às ordens de Carlos V, e co Castelo de Sant'Elmo em Nápoles como um dos exemplos mais achegados.
Tem uma estrutura alongada, adaptando-se ao promontório, com a entrada orientada ao porto.
A entrada está defendida por santa-bárbaras escavadas na rocha. No seu portaló situam-se os brasões do Império com o Vélaro de Ouro do governador marquês de Cerralbo e o da Inquisição.

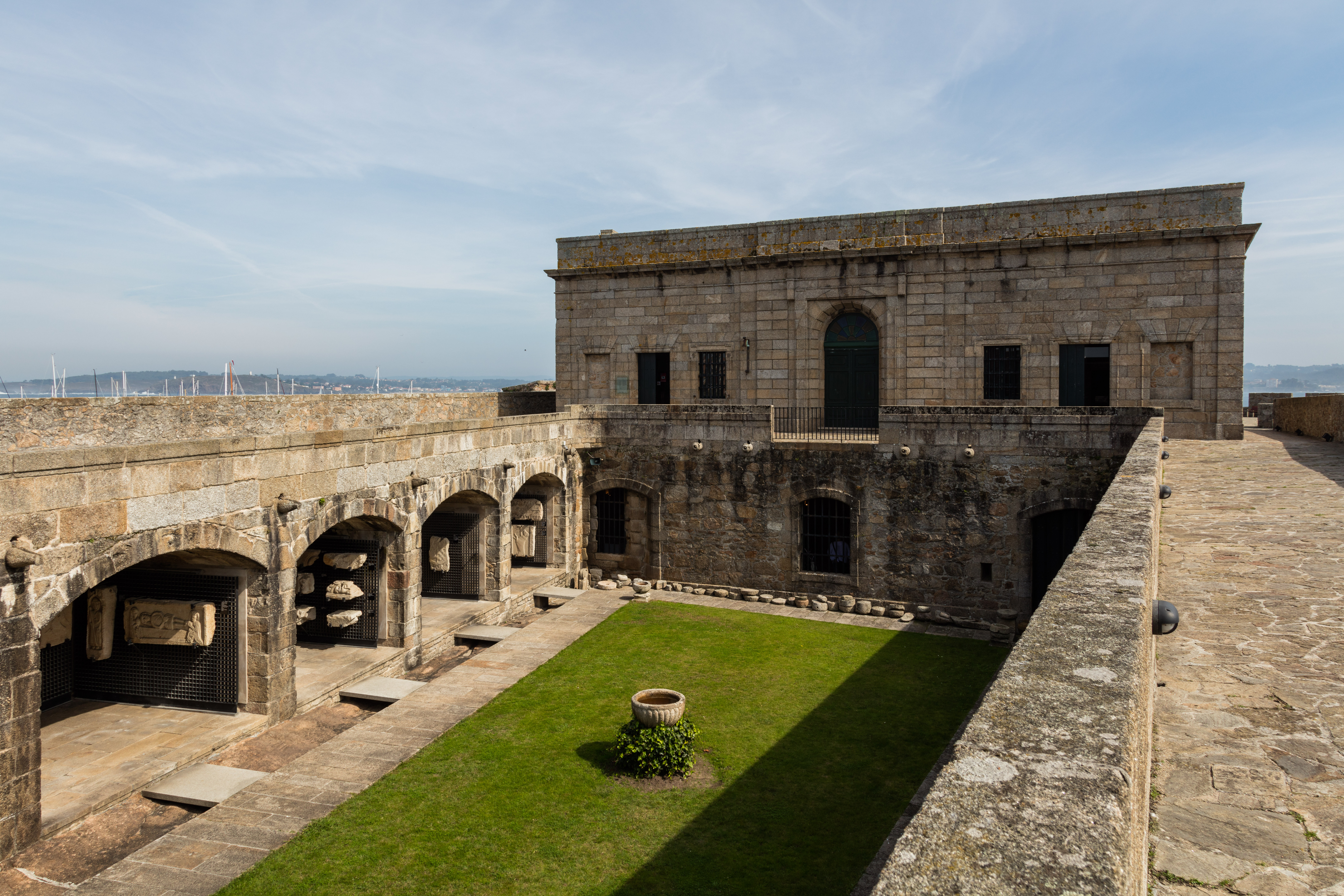
Pátio d'armas.

Cruzando a entrada chega-se a um pátio d'armas protegido por cortinas abobadas laterias, e onde situam-se as casamatas que acolhem achados arqueológicos da província.
À parte alta accede-se por uma rampa. Neste lugar, à esquerda situa-se o accesso ao algibe, lugar no qual a água é recolhidas de chuva por meio dum sistema de canalização. Também topa-se aqui poço, que accede directamente ao algibe. O extremo orientado para a ribeira estructura-se numa plataforma estrelada para a colocação da artilharia, onde conservam-se canhões da época e as guaritas.
A Casa do Governador é produto das reformas de finais do século XVIII e obra do engenheiro Antonio López Sopeña, que desenhou um palacete de estilo neoclássico. Composto por duas plantas, a inferior era a destinada a servir de quartel e a superior estava dividida entre duas vivendas e a capela dedicada à Virgem do Rosário, patroa da cidade. À coberta do edifício tem-se accesso através duma estreita escada de caracol.

## Galeria de imagens
- A Borna, reconstrução dum barco da Idade de Ferro.
- Contorna.
- Sinalização trilingue.
- Cruzeiro.
- Forticação.